# Rosa Godoy
Rosa Godoy, född 19 mars 1982, är en argentinsk friidrottare. Hon deltog vid olympiska sommarspelen 2016.